# Schradera hilliifolia
Schradera hilliifolia är en måreväxtart som beskrevs av Julian Alfred Steyermark. Schradera hilliifolia ingår i släktet Schradera och familjen måreväxter. Inga underarter finns listade i Catalogue of Life.